# クリペロ
クリペロ（欧字名:Kuripero、1955年4月8日 -  1967年）は、日本の競走馬、種牡馬。1960年の天皇賞（春）勝ち馬である。その他重賞勝鞍に1959年の毎日王冠、目黒記念（春）、東京杯（東京盃）、スプリングハンデキャップ。同年度の啓衆社賞最優秀5歳以上牡馬。
競走馬引退後は、日本軽種馬協会（JBBA）所有の種牡馬として供用され、クリバツク（1967年金鯱賞、小倉大賞典)、ペロバツク（1968年小倉記念）の全兄弟らを送り出した。全妹に1962年の天皇賞（秋）を勝ったクリヒデがいる。

## 生涯

### 誕生
1955年4月8日、千葉県の大東牧場で誕生する。父クリノハナは現役時代、1952年の皐月賞と東京優駿（日本ダービー）を制したクラシック二冠馬で、母ケンタツキーは、優駿牝馬（オークス）を勝った英月（競走名テツバンザイ）を母に持ち、エイカという名で42戦4勝の成績を残した馬であった。
クリノハナは現役引退後にJBBA所有の種牡馬となるが、腰ふら（腰麻痺）が嫌われて繁殖牝馬が集まらず、この事に不満を覚えた馬主の栗林友二は、同馬を自身の牧場で繋養し、優秀な牝馬との種付けを行った。その結果、クリノハナは複数の天皇賞馬を送り出すことになるが、クリペロもその中の一頭であった。

### 競走馬時代

#### 4歳（1958年）- 5歳（1959年）
1958年1月、中山競馬場の新馬戦に出走し、初勝利を飾った。2戦目以後は4着、1着、2着の成績で、クラシック戦線への期待もかかったが、次戦でアラビアンナイトの2着に敗れた後、外傷のため戦線離脱となった。9月21日に東京競馬場の条件戦で半年ぶりに勝利したが、その後は着順が安定しない時期が続いた。東京での特殊ハンデキャップ競走（特ハン）を勝利後、中山の特ハンに出走するが、太目化していたこともあって6着に敗北。しかし、続く有馬記念では健闘を見せ、マサタカラらを抑えてオンワードゼアの2着に入った。
5歳初戦のニューイヤーステークスは5着、次戦も4着であったが、3月に行われたスプリングハンデキャップではエドヒメを下し、初の重賞制覇を飾った。続く目黒記念（春）もヒシマサルとの競り合いを制して1着で入線。ダイヤモンドステークス、特ハンはいずれも2着に敗れたものの、前者は優勝馬アヤノボルの53kgに対し60kg、後者はオーテモンの52kgに対し61kgのハンデを背負っての敗戦であった。その後、天皇賞（春）には出走せず東京に残り、東京杯とオープンを連勝したが、夏シーズンの最終戦として出走した安田記念ではヒシマサルに叶わず4着に終わった。
秋シーズンはオータムハンデから始動し、ハククラマの2着に入ると、次戦の毎日王冠は、逃げるヒシマサルをゴール前クビだけ交わして勝利した。この年、クリペロはローレルのワシントンD.C.インターナショナルに日本代表馬として招待された。栗林もこれを受諾したが、出発を前にして削蹄誤りが原因で右前脚を故障、休養を余儀なくされ、ローレルへの遠征も取り止めとなった。

#### 6歳（1960年）
前述の脚部故障で5歳の秋シーズンを棒に振ったが、6歳になった2月の復帰戦で勝利すると、続くオープンも勝って、目黒記念（春）に駒を進めた。結果はスイートワンの2着であったが、迫力は全盛期と変わりなく、これを見た関係者はクリペロを西下させ、一戦使った後、天皇賞（春）に出走させた。
天皇賞は少数5頭立て、玉砕戦法を打ったホマレーヒロがハナを切る展開となった。クリペロは一周目のスタンド前を3番手で駆け抜けた後、途中4番手に順位を下げるも、上がり3ハロンを35秒2の速さで追い込み、ホマレ―ヒロに4馬身の着差を付けて勝利した。天皇賞勝利後、栗林はローレルへの再挑戦について語っていたが、遠征を予定した調教の最中に故障し、競走馬を引退した。

### 種牡馬時代 - 死去
引退後の1961年1月26日に、コマツヒカリ、ハククラマと共に日本中央競馬会が購入、JBBAに寄贈され種牡馬となった。初めは日高の門別で繋養され、その後、青森県の五戸種付所に移動した。1967年死去。その間、産駒としてクリバツク（1967年金鯱賞、小倉大賞典)、ペロバツク（1968年小倉記念）の全兄弟（母アラニシキ）らを出している。
宇佐美恒雄は、クリペロの種牡馬成績について「かなり優秀」だったと記しており、また、山野ほか (1986)も「クリノハナの2代目として、忠実に力強い血を伝えた種牡馬として記憶されてしかるべき優れた馬」と評している。一方、大川慶次郎は「期待されたわりには、実績があがらなかった」との見解を述べている。

## 競走成績
成績表は『日本の名馬・名勝負物語』、netkeiba.comに基づく。
| 競走日 | 競走日 | 競走日 | 競馬場 | 競走名               | 距離（馬場） | 頭 数 | 枠 番 | 馬 番 | 人気 | 着順 | タイム | （タイム注） | 騎手       | 斤量 [kg] | 勝ち馬 /（2着馬） |
| ------ | ------ | ------ | ------ | -------------------- | ------------ | ----- | ----- | ----- | ---- | ---- | ------ | ------------ | ---------- | --------- | ----------------- |
| 1958.  | 01.    | 03     | 中山   | 4歳未出走            | 芝1100（良） | 13    | 3     | 6     | 1人  | 1着  | 1:09.0 | 以下1⁄5刻み  | 保田隆芳   | 52        | (タケハタ)        |
|        | 03.    | 01     | 東京   | 4歳                  | 芝1600（良） | 10    | 4     | 5     | 3人  | 4着  | 1:40.2 |              | 八木沢勝美 | 53        | マツヒカリ        |
|        | 03.    | 08     | 東京   | 4歳                  | 芝1600（良） | 10    | 4     | 5     | 2人  | 1着  | 1:38.1 |              | 八木沢勝美 | 53        | (ハルボー)        |
|        | 03.    | 21     | 中山   | 4歳中距離特別        | 芝1800（良） | 6     | 5     | 5     | 1人  | 2着  | 1:54.0 |              | 八木沢勝美 | 55        | ラテイオー        |
|        | 03.    | 29     | 中山   | 4歳                  | 芝1800（重） | 5     | 5     | 5     | 1人  | 2着  | 1:58.2 |              | 森安重勝   | 52        | アラビアンナイト  |
|        | 08.    | 31     | 札幌   | 50万下               | ダ1800（良） | 9     | 3     | 3     | 3人  | 4着  | 1:55.4 |              | 森安弘明   | 54        | タカホープ        |
|        | 09.    | 21     | 東京   | 50万下               | 芝1400（良） | 6     | 1     | 1     | 1人  | 1着  | 1:26.3 |              | 森安弘明   | 55        | (イワヒカリ)      |
|        | 09.    | 28     | 中山   | 70万下               | 芝1700（稍） | 10    | 4     | 6     | 3人  | 2着  | 1:47.1 |              | 森安弘明   | 55        | コマヒカリ        |
|        | 10.    | 11     | 中山   | 70万下               | 芝1700（良） | 11    | 1     | 1     | 2人  | 1着  | 1:46.1 |              | 森安弘明   | 55        | (ドーナンオー)    |
|        | 10.    | 18     | 中山   | 中距離特別（70万下） | 芝1800（不） | 10    | 5     | 8     | 1人  | 1着  | 1:59.4 |              | 森安弘明   | 55        | (ハルボー)        |
|        | 11.    | 01     | 東京   | 4歳以上              | 芝1800（良） | 8     | 5     | 5     | 2人  | 4着  | 1:51.3 |              | 森安弘明   | 57        | ガーネツト        |
|        | 11.    | 09     | 東京   | 4歳以上              | 芝1800（良） | 9     | 2     | 2     | 3人  | 3着  | 1:52.3 |              | 森安弘明   | 57        | スミキン          |
|        | 11.    | 16     | 東京   | 特ハン               | 芝1800（重） | 14    | 4     | 7     | 3人  | 1着  | 1:52.1 |              | 保田隆芳   | 51        | (ヒガシオカ)      |
|        | 12.    | 14     | 中山   | 特ハン               | 芝1800（良） | 11    | 5     | 9     | 8人  | 6着  | 1:54.0 |              | 森安弘明   | 54        | プルーフ          |
|        | 12.    | 21     | 中山   | 有馬記念             | 芝2600（稍） | 10    | 1     | 1     | 5人  | 2着  | 2:50.0 |              | 森安弘明   | 54        | オンワードゼア    |
| 1959.  | 01.    | 04     | 中山   | ニューイヤーS        | 芝1800（不） | 7     | 6     | 7     | 2人  | 5着  | 1:59.2 |              | 森安弘明   | 56        | ミスコーテル      |
|        | 01.    | 18     | 中山   | 金盃                 | 芝2600（良） | 8     | 4     | 4     | 3人  | 4着  | 2:48.1 |              | 森安弘明   | 55        | トサオー          |
|        | 03.    | 01     | 東京   | スプリングH          | 芝1600（重） | 10    | 5     | 7     | 6人  | 1着  | 1:39.2 |              | 森安弘明   | 56        | (エドヒメ)        |
|        | 03.    | 22     | 東京   | 目黒記念（春）       | 芝2500（稍） | 8     | 2     | 2     | 2人  | 1着  | 2:41.0 |              | 保田隆芳   | 57        | (ヒシマサル)      |
|        | 04.    | 12     | 中山   | ダイヤモンドS        | 芝2600（良） | 8     | 3     | 3     | 1人  | 2着  | 2:44.0 |              | 保田隆芳   | 60        | アヤノボル        |
|        | 04.    | 26     | 東京   | 特ハン               | 芝1800（良） | 6     | 5     | 5     | 1人  | 2着  | 1:50.3 |              | 森安弘明   | 61        | オーテモン        |
|        | 05.    | 10     | 東京   | 東京盃               | 芝2400（稍） | 6     | 6     | 6     | 1人  | 1着  | 2:30.0 |              | 森安弘明   | 60        | (ガーネツト)      |
|        | 05.    | 23     | 東京   | 4歳以上              | 芝1800（不） | 5     | 3     | 3     | 1人  | 1着  | 1:54.3 |              | 森安弘明   | 63        | (アヤノボル)      |
|        | 06.    | 07     | 東京   | 安田記念             | 芝1600（稍） | 9     | 1     | 1     | 3人  | 4着  | 1:38.2 |              | 森安弘明   | 62        | ヒシマサル        |
|        | 09.    | 06     | 東京   | オータムH            | 芝1600（稍） | 10    | 4     | 6     | 1人  | 2着  | 1:36.6 | 以下1⁄10刻み | 森安弘明   | 61        | ハククラマ        |
|        | 09.    | 20     | 東京   | 毎日王冠             | 芝2300（良） | 6     | 1     | 1     | 1人  | 1着  | 2:21.8 |              | 森安弘明   | 60        | (ヒシマサル)      |
| 1960.  | 02.    | 27     | 東京   | 5歳以上              | 芝1800（良） | 5     | 4     | 4     | 1人  | 1着  | 1:53.5 |              | 茂木光男   | 61        | (サチカゼ)        |
|        | 03.    | 13     | 東京   | 5歳以上              | 芝2000（良） | 3     | 2     | 2     | 1人  | 1着  | 2:07.8 |              | 茂木光男   | 61        | (ミスチユウオー)  |
|        | 03.    | 20     | 東京   | 目黒記念（春）       | 芝2500（良） | 7     | 1     | 1     | 1人  | 2着  | 2:37.0 |              | 森安弘明   | 62        | スイートワン      |
|        | 04.    | 16     | 京都   | 5歳以上              | 芝1800（良） | 5     | 4     | 4     | 1人  | 1着  | 1:51.6 |              | 大久保正陽 | 63        | (ミヤジリユウ)    |
|        | 04.    | 29     | 京都   | 天皇賞（春）         | 芝3200（良） | 5     | 4     | 4     | 1人  | 1着  | 3:25.0 |              | 保田隆芳   | 58        | (ホマレーヒロ)    |

1. ↑  『日本の名馬・名勝負物語』では1番人気、netkeiba.comでは2番人気となっている。

## 血統表
| クリペロの血統              | クリペロの血統                                 | クリペロの血統                                 | （血統表の出典）                               | （血統表の出典） |
| 父系                        | プリメロ系＜ブランドフォード系＜スターリング系 | プリメロ系＜ブランドフォード系＜スターリング系 | プリメロ系＜ブランドフォード系＜スターリング系 | [ § 2 ]          |
| 父 クリノハナ 1949 栗毛     | 父の父*プリメロ Primero 1931 鹿毛              | Blandford                                      | Swynford                                       | Swynford         |
| 父 クリノハナ 1949 栗毛     | 父の父*プリメロ Primero 1931 鹿毛              | Blandford                                      | Blanche                                        |                  |
| 父 クリノハナ 1949 栗毛     | 父の父*プリメロ Primero 1931 鹿毛              | Athasi                                         | Farasi                                         | Farasi           |
| 父 クリノハナ 1949 栗毛     | 父の父*プリメロ Primero 1931 鹿毛              | Athasi                                         | Athgreany                                      |                  |
| 父 クリノハナ 1949 栗毛     | 父の母オホヒカリ 1943 栗毛                     | 月友                                           | Man o'War                                      | Man o'War        |
| 父 クリノハナ 1949 栗毛     | 父の母オホヒカリ 1943 栗毛                     | 月友                                           | *星友                                          |                  |
| 父 クリノハナ 1949 栗毛     | 父の母オホヒカリ 1943 栗毛                     | *アイリツシユアイズ Irish Eyes                 | Treclare                                       | Treclare         |
| 父 クリノハナ 1949 栗毛     | 父の母オホヒカリ 1943 栗毛                     | *アイリツシユアイズ Irish Eyes                 | Liena                                          |                  |
| 母 ケンタツキー 1947 栃栗毛 | 母の父*ダイオライト Diolite 1927 黒鹿毛        | Diophon                                        | Grand Parade                                   | Grand Parade     |
| 母 ケンタツキー 1947 栃栗毛 | 母の父*ダイオライト Diolite 1927 黒鹿毛        | Diophon                                        | Donnetta                                       |                  |
| 母 ケンタツキー 1947 栃栗毛 | 母の父*ダイオライト Diolite 1927 黒鹿毛        | Needle Rock                                    | Rock Sand                                      | Rock Sand        |
| 母 ケンタツキー 1947 栃栗毛 | 母の父*ダイオライト Diolite 1927 黒鹿毛        | Needle Rock                                    | Needlepoint                                    |                  |
| 母 ケンタツキー 1947 栃栗毛 | 母の母英月 1938 鹿毛                           | *トウルヌソル Tournesol                        | Gainsborough                                   | Gainsborough     |
| 母 ケンタツキー 1947 栃栗毛 | 母の母英月 1938 鹿毛                           | *トウルヌソル Tournesol                        | Soliste                                        |                  |
| 母 ケンタツキー 1947 栃栗毛 | 母の母英月 1938 鹿毛                           | *セレタ Sereta                                 | Ballyeaston                                    | Ballyeaston      |
| 母 ケンタツキー 1947 栃栗毛 | 母の母英月 1938 鹿毛                           | *セレタ Sereta                                 | The Shrew                                      |                  |
| 母系(F-No.)                 | セレタ系(FN:1-b)                               | セレタ系(FN:1-b)                               | セレタ系(FN:1-b)                               | [ § 3 ]          |
| 5代内の近親交配             | 5代内アウトブリード                            | 5代内アウトブリード                            | 5代内アウトブリード                            | [ § 4 ]          |
| 出典                        | 1. 2. 3. 4.                                    | 1. 2. 3. 4.                                    | 1. 2. 3. 4.                                    | 1. 2. 3. 4.      |